# Icunsamas
'Icunsamas ou Icusamas ( 𒄿𒆪𒀭𒌓 ) foi um rei do Segundo Reino Mariota que reinou c. 2500 a.C. Segundo François Thureau-Dangin, Icunsamas reinou em um tempo anterior ao de Ur-Nanse em Lagas. Ele é um dos três reis mari conhecidos da arqueologia, e provavelmente o mais antigo. Outro rei era Icusamagã, também conhecido de uma estátua com inscrição, no Museu Nacional de Damasco. O terceiro rei é Langi-Mari, também lido Isgi-Mari, conhecido devido a uma estátua atualmente instalada no Museu Nacional de Alepo.
Em suas inscrições, Icunsamas usava a língua acadiana, enquanto seus contemporâneos ao sul usavam a língua suméria. Seu título oficial nas inscrições era "rei de Mari" e " ensi- gal", ou "príncipe supremo" da divindade Enlil. 
Ele é conhecido de uma estátua com inscrição, que ele dedicou ao deus Samas.
O território de Icunsamas parece ter incluído o sul da Babilônia.

## Estátua
A estátua votiva de Icunsamas, montada por um de seus funcionários, foi descoberta na cidade de Sipar; a inscrição diz: 

𒄿𒆪𒀭𒌓 / 𒈗𒈠𒌷𒆠 / 𒑐𒋼𒋛𒃲 / 𒀭𒂗𒆤 /𒅈𒊏𒀭 /𒆪𒅆𒈨𒋤 / 𒊨𒋤 / 𒀭𒌓 / 𒊕𒄸𒁺
i-ku-Dutu / lugal ma-ri2ki / ensi2gal / Den-lil2 / ar-raD / tush igi{me}-su3 / dul3-su3 / Dutu / sa12-rig9

"Para Icunsamas, Rei de Mari, chefe executivo de Enlil, Arra'il seu cortesão, dedicou sua estátua a Samas"— Inscrição de estátua de Icunsamas.
A estátua está localizada no Museu Britânico. 

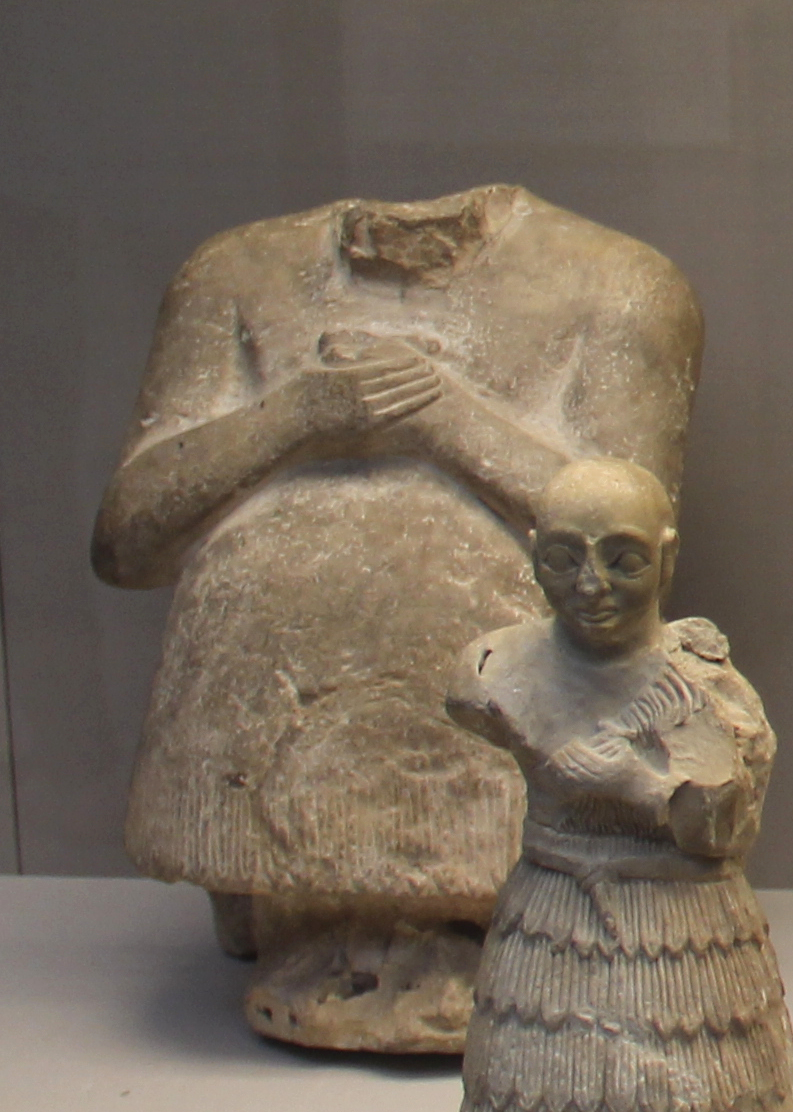
Estátua de Icunsamas, rei de Mari, por volta de 2400 a.C. (na parte traseira)
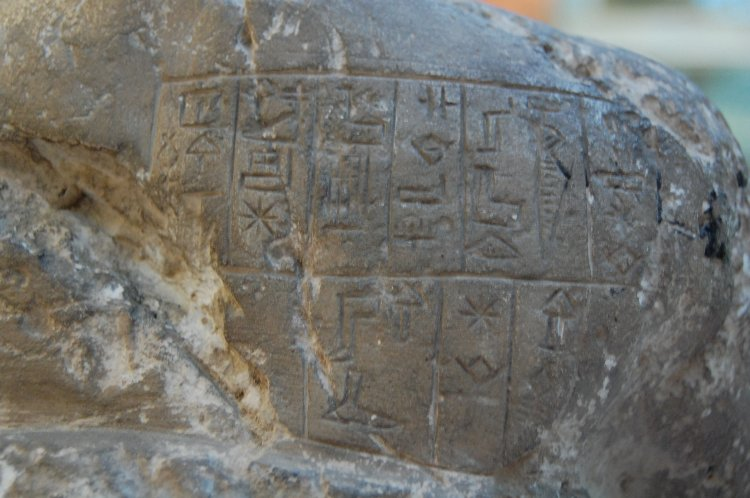
A inscrição na estátua.
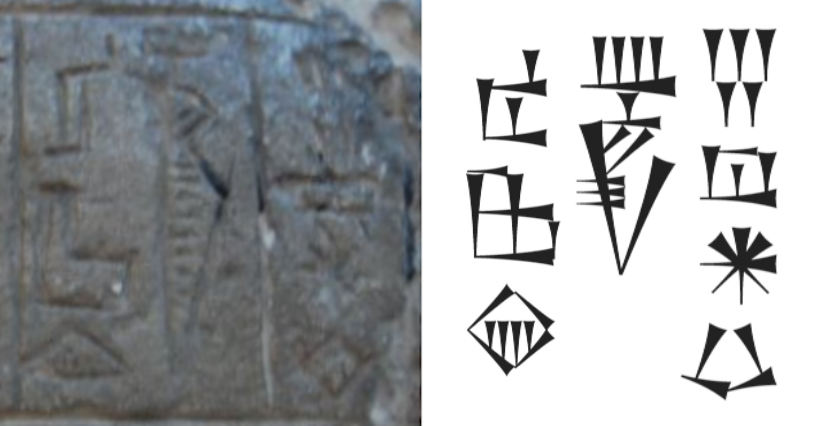
Inscrição na estátua: "Icunsamas, rei de Mari", Ikun-shamash, lugal Mari-ki)
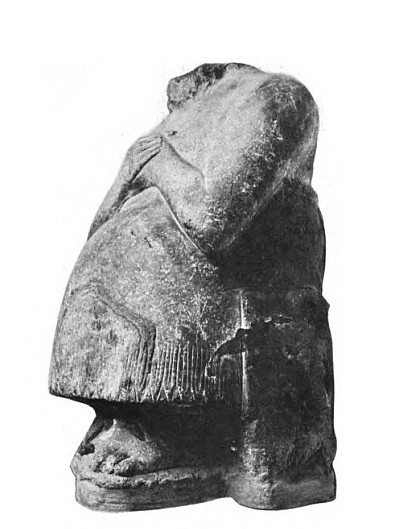
Estátua de Icunsamas, Museu Britânico, BM 60828